# Josef Häusle
Josef Häusle (* 26. März 1860 in Feldkirch; † 23. Dezember 1939 ebenda) war ein katholischer Priester und Naturheilpraktiker.

## Leben
Von 1884 bis 1887 studierte er am Collegio Teutonico di Santa Maria dell’Anima und erwarb den theologischen Doktortitel. Er war von 1885 bis 1887 in Frastanz und Tisis bei Feldkirch in der Seelsorge tätig. Vom 6. September 1887 bis 1. August 1901 war er als Pfarrprovisor in Tisis tätig. Er förderte geistliche Gemeinschaften, gründete Schulen und 1899/1900 das Antoniushaus Feldkirch auf dem Blasenberg. Das Antoniushaus war zunächst Koch- und Haushaltungsschule sowie Exerzitienheim für Frauen. Daneben hatte er großen Erfolg mit den aus Pflanzenstoffen hergestellten Heilmitteln Haimakainizon und der Salbe Myrisma. Diese Heilmittel wurden u. a. auch im Kloster Ofteringen hergestellt. Er verwendete den erzielten Gewinn ausschließlich für soziale Einrichtungen. Er war eng befreundet mit Pius X. und erhielt den Ehrentitel Monsignore. 